# Palmera (bollería)

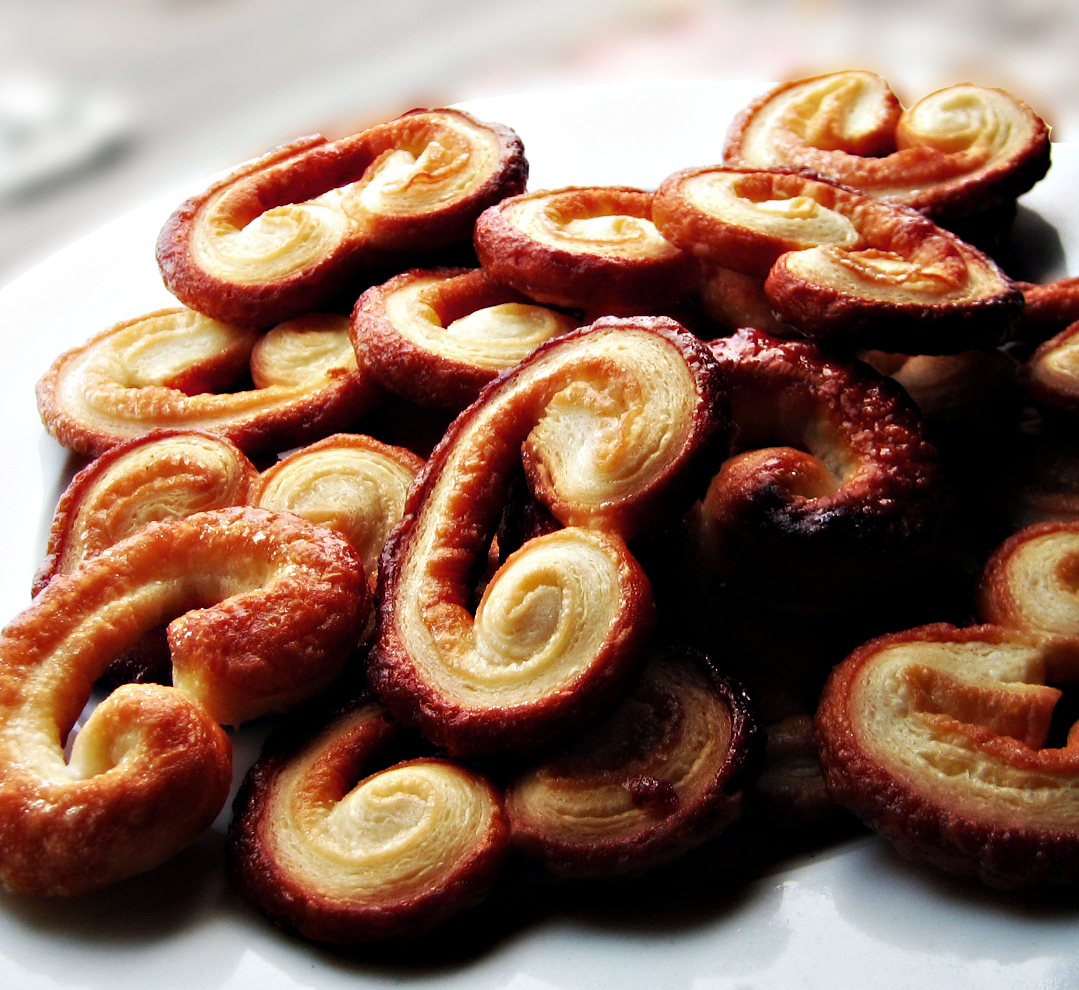
Palmeras de hojaldre.

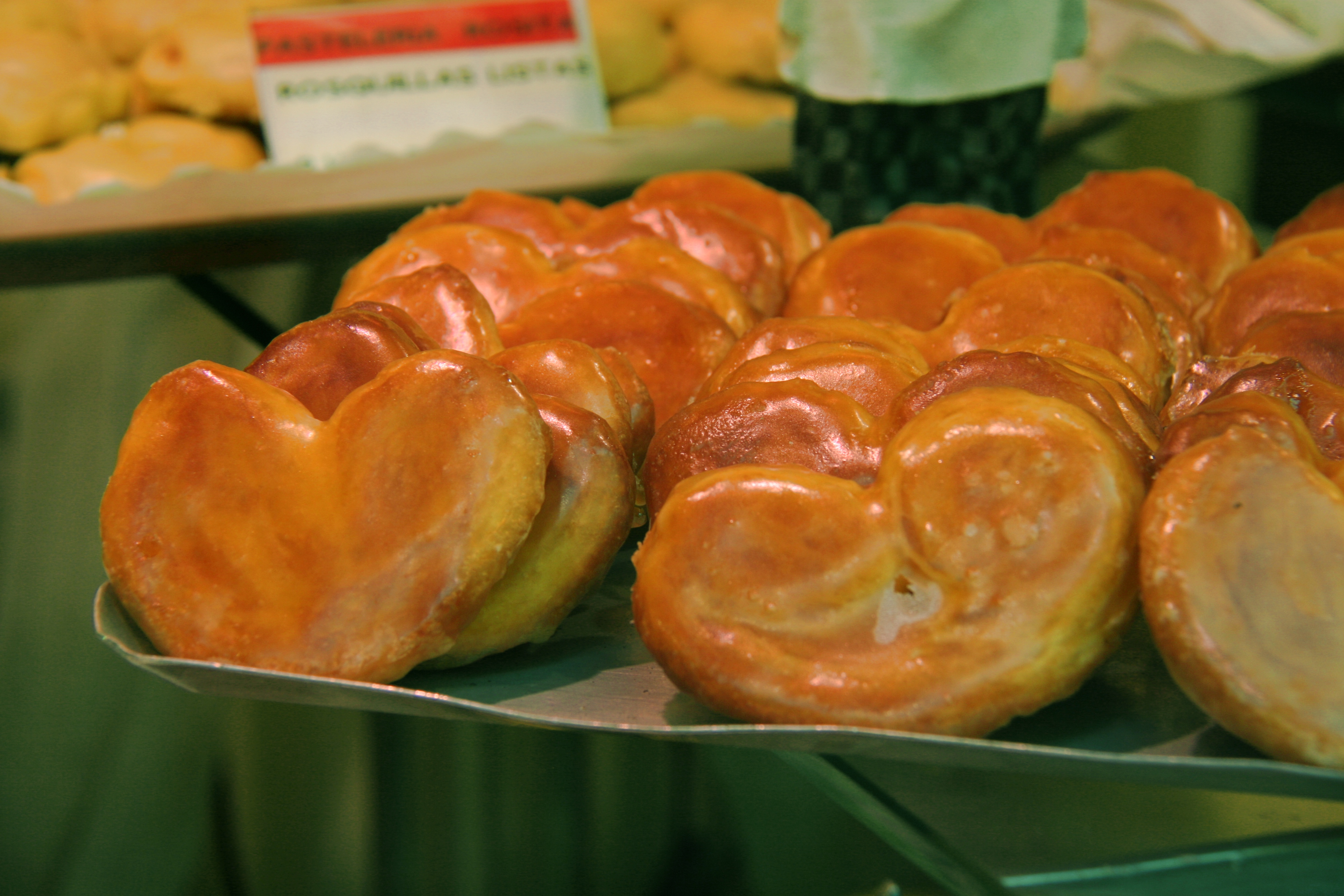
Palmeras glaseadas.

La palmera, palmerita, oreja, orejita, palmita o corazón de hojaldre es una especialidad de repostería dulce de origen francés (en francés: palmier). En Cataluña se llaman ulleres (gafas o lentes) son muy típicas también en países como España y Francia existen en muchas variedades (simples o compuestas con varios tipos de chocolate, de doble hoja, de fresa, etc.). No es una galleta, es una masa de hojaldre de entre medio y dos centímetros de grosor y con una peculiar forma de oreja con los vértices deformados. Se suelen vender en tamaño grande y en tamaño pequeño en pastelerías o supermercados. En este último caso se hacen llamar palmeritas en países como Argentina. En Rusia, Ucrania, México, Costa Rica  y otros países de Latinoamérica son conocidas como orejas.

## Características
Acostumbran a presentar una cubierta dulce, que bien puede ser de alguna crema derivada del cacao (palmera de chocolate) o bien de yema de huevo (palmera de huevo).
Otra versión muy conocida incorpora una cubierta de azúcar glas a dicho dulce, que aporta un aparente barnizado a la palmera dándole un toque solemne y goloso. Existen muchas más versiones, las cuales se pueden encontrar en pastelerías de casi todo el mundo, pero las anteriores son las dos más conocidas.[cita requerida]